# Agrotis hellwegeri
Agrotis hellwegeri là một loài bướm đêm trong họ Noctuidae.